# Philippusevangelium
Das Philippusevangelium ist eine im 2. Codex der Nag-Hammadi-Schriften erhaltene, in der Literatur „in die Nähe markosianischer und jedenfalls valentinianischer Gnosis gerückt[e]“ Spruchsammlung. Von der literarischen Gattung her ist es kein Evangelium, sondern „eine unverbundene Reihung von Stücken der Jesus-Überlieferung.“
Die 127 Verse behandeln vielerlei Themen: Von Überlegungen zu Adam und Eva und dem Garten Eden, über Sprüche, „die nur aus dem Judentum, aus seiner Schriftauslegung und sogar rabbinischer Schultraditon erklärbar sind“, zum Brautgemachsakrament und der engen Beziehung zwischen Jesus und dem Heiligen Geist, betonen Klaus Berger/Christiane Nord auch, dass den Adressaten des Philippusevangeliums die Sakramente der Taufe und des Abendmahls bekannt gewesen sein müssen. Mit dem Thomasevangelium „hat es viele Gemeinsamkeiten.“ Auf Maria Magdalena weisen zwei der 127 Verse hin, die sie als „seine Gefährtin“ und von Jesus vor den Jüngern Bevorzugte nennen.

## Verfasser, Datierung
Gemäß der Unterschrift (Subscriptio, p. 86,19) ist ein Philippus der Autor, wobei Zitate aus den Evangelien (Matthäus, Markus) und der Bezug auf das Thomasevangelium den Apostel Philippus als Verfasser ausschließen. „Die Rolle des Philippus ist außer im JohEv auch in der Pistis Sophia, einer umfangreichen gnostischen Schrift des 3.Jh.s ausgeprägt.“ Es ist nur die in Nag Hammadi gefundene Version in koptischer Sprache bekannt. „Aus traditionsgeschichtlichen Gründen“ plädieren Berger/Nord mit H. M. Schenke für eine Abfassung im 2. Jahrhundert.

## Maria Magdalena als Jesu Gefährtin
Zu Spekulationen Anlass gaben Textübersetzungen der Archäologen bzw. Wissenschaftler mit Altsprachenkenntnissen insbesondere zum Vers 55, der im Original an mehreren Stellen fragmentiert ist und somit auch in verschiedenen Lesungen selbst von einzelnen Buchstaben zu verschiedenen Ergänzungsvorschlägen und Interpretationen herausforderte. Als Beispiel eine Lesung, die zur Rekonstruktion des gesamten Vers 55 angeboten wurde:

„Die Sophia, die genannt wird: die Unfruchtbare, sie ist die Mutter der Engel. Und die Gefährtin [des Erlösers] ist Maria Magdalena. Der [Erlöser liebte] sie mehr als [alle] Jünger und er küsste sie [oft] auf ihren [Mund].“

Man beachte, dass unter anderem das Wort „Mund“ im Original nicht überliefert ist, alle Ergänzungen sind rekonstruiert. Zum Vergleich die Lesung des amerikanischen Koptologen Wesley W. Isenberg:

„Die Weisheit, [di]e die Unfruchtbare genann[t] wird, sie ist die Mutt[er der Eng]el und [die] Gefährtin des Hei[lands]. – der Hei[land lieb]te [Ma]ria Mag[da]lena mehr.“

Problem ist, dass die hier zitierten Übersetzer keine Theologen sind und keine Kenntnis der jahrhundertelangen Geschichte der Interpretationen von Hintergründen zum Verhältnis von Jesus und Maria Magdalena, zur Interpretation von damaligen Verhaltensweisen, auch von Begriffsgeschichte besitzen, sodass sophia als Frauenname auftauchen konnte, der sogar zu Spekulationen um eine noch zweite Gefährtin Jesu Anlass geben konnte. Oder in dieser Lesart ist die Gefährtin Jesu nicht Maria Magdalena, sondern heißt Sophia.
Dabei hatte schon Vers 32 die Verhältnisse geklärt:
In der theologisch und fachlich kompetenten Fassung der frühchristlichen Schriften von Berger/Nord übersetzen die Autoren Vers 32: „Drei Frauen waren ständig beim Herrn: seine Mutter Maria, seine Schwester und Maria Magdalena, die man ‚seine Gefährtin‘ nannte. Seine Schwester, seine Mutter und seine Gefährtin heißen Maria.“
Der erste Teil der Übersetzung von Vers 55 stellt klar, dass Sophia hier kein Name ist, sondern als möglicher Begriff in seiner Bedeutung für Weisheit zu lesen ist: „Die Weisheit, die man die unfruchtbare nennt, ist die Mutter der Engel und die Gefährtin des himmlischen Erlösers.“
Der zweite Teil von Vers 55: lautet: „Der irdische Erlöser liebte Maria Magdalena mehr als alle Jünger. Er küßte sie oft auf ihren Mund. Da wurden die Jünger eifersüchtig und murrten. Sie fragten: Warum liebst du sie mehr als uns alle? Der Erlöser entgegnete: Warum liebe ich euch nicht so sehr wie sie?“

## Bedeutung
Berger/Nord befassen sich in der Bedeutung des Textes nicht mit Spekulationen zu Maria Magdalena, sondern betonen den „rätselhafte[n] Charakter der meisten Worte“, der im kanonischen Text bei Markus 4,33 f (datiert „vor 70 n. Chr.“) bereits schon früh festgestellt wurde. Auch „viele Themen des Johannesevangeliums werden hier noch weiterdiskutiert.“